# Zatavua voahangyae
Zatavua voahangyae là một loài nhện trong họ Pholcidae. Loài này được phát hiện ở Madagascar.